# Климент (Страхилов)
Епи́скоп Кли́мент (в миру Кирил Иванов Страхилов; род. 1974, София) — епископ Болгарской православной церкви, епископ Левкийский, викарий Епархии в США, Канаде и Австралии.

## Биография
Родился в 1974 году в Софии, Болгария. В 1993 году окончил с отличием Немецкую гимназию в Софии. Изучал макроэкономику и европеистику в Оснабрюкском университете в Германии. Окончил магистратуру Бирмингемского университета в Великобритании. В 2005 году защитил докторскую степень по экономике в Европейском университетском институте во Флоренции, Италия.
С 2005 года работал старшим ассистентом на экономическом факультете Европейского колледжа в Бельгии. С 2007 года, выиграв конкурс на звание европейского чиновника, он был назначен экономистом в Генеральном директорате экономических и финансовых дел Европейской комиссии в Брюсселе.
В ноябре 2009 года покинул Брюссель и стал послушником в Зографском монастыре. Через три года, на праздник Входа Господня в Иерусалим, пострижен в монахи с именем Климент, в честь святителя Климента Охридского, под духовным старчеством архимандрита Амвросия. Переводил православную церковную литературу, издавал богослужебные книги.
В 2016 году Климент окончил богословский факультет Софийского университета и богословский факультет Университета Аристотеля в Салониках. По решению Священного Синода Болгарской Православной Церкви перешёл на служение в болгарскую епархию в США и был назначен протосинкеллом епархии.
В октябре 2021 года, на праздник святых 26 Зографских мучеников, митрополитом Видинским Даниилом (Николовым) был рукоположен в иеродиакона, а на следующий день — в сан иеромонаха.
10 декабря 2024 года Священный Синод БПЦ рассмотрел письмо митрополита США, Канады и Австралии Иосифа с просьбой о наречении и хиротонии во епископский сан архимандрита Климента и назначении его викарным епископом. По итогам голосования Священный синод благословил архимандрита Климента быть рукоположенным в сан епископа с титулом «Левкийский».
15 декабря 2024 года в храме Святого Александра Невского в Софии был рукоположен в титулярного епископа Левкийского, викария Американской, Канадской и Австралийской епархиия. Хиротонию совершили: патриарх Болгарский Даниил, митрополит Американский, Канадский и Австралийский Иосиф (Босаков), митрополит Великотырновский Григорий (Стефанов), митрополит Ловчанский Гавриил (Динев), митрополит Варненский и Великопреславский Иоанн (Иванов), митрополит Неврокопский Серафим (Динков), митрополит Врачанский Григорий (Цветков) и епископ Мельнишский Герасим (Георгиев), епископ Агатопольский Иерофей (Косаков), епископ Константийский Михаил (Диловский), епископ Бранницкий Пахомий (Лозанов), епископ Вельбыжский Исаак (Бояджийский) и епископ Знепольский Мелетий (Спасов).